# 설재서원
설재서원(雪齋書院)은 대한민국 전라남도 나주시 노안면 영평리에 있는 서원이다. 1984년 2월 29일 전라남도의 문화재자료 제93호로 지정되었다.

## 개요
설재 정가신(1244∼1298)을 기리기 위해 세운 서원이다.
정가신은 고려 문신으로 과거에 급제하여 여러 벼슬자리를 거쳤으며 뛰어난 문장가이기도 하다.
숙종 14년(1688) 노안면 금안동에 세운 이 서원은 숙종 38년(1712)에 향사우로 승격되어 설재서원이 되었다. 경종 3년(1723)에 영안마을로 이전하면서 강당인 영모재를 세웠다. 그 뒤 고종 5년(1868) 흥선대원군의 서원철폐령으로 폐쇄되었다가 1953에 다시 세웠다.
이곳에는 현재 9명의 위패를 모시고 있는데, 숙종 19년(1693)에 효자 정려를 받은 정식, 경종 3년(1723)에 신장과 정심을, 1953년에 정상· 정여린· 정란, 1988년에 정초·정눌의 위패를 추가하였다.
서원 경내에는 사당인 설재사와 강당인 영모재, 내삼문이 있다. 설재사는 앞면 3칸·옆면 1칸의 규모로, 지붕은 옆면에서 볼 때 사람 인(人)자 모양인 맞배지붕이다. 영모재는 앞면 4칸·옆면 2칸 규모이며, 지붕은 옆면에서 볼 때 여덟 팔(八)자 모양인 팔작지붕으로 꾸몄다. 옆면에 4각 대문이 있어 외삼문을 대신하고 있다. 강당인 영모재는 서원의 여러 행사나 모임, 학문강론 장소로 사용하고 있다.

## 참고 자료
- 설재서원 - 국가유산청 국가유산포털
- 설재서원 - 한국서원연합회